# 上條信山
上條 信山（かみじょう しんざん、1907年9月20日 - 1997年2月12日）は、日本の教育者、書家。信山は号で、本名は周一。宮島詠士に師事し、独自の書風を確立。戦後、毛筆書道を学校教育で復活させる必要性を訴え、実現させた。文化功労者。

## 経歴

### 出生から上京まで
1907年、長野県東筑摩郡神林村（現松本市）で農家の三男として生まれた。小学生の頃は野球に熱中していたが、小学校担任の影響で書にも関心が向くようになり、秋山白巌の内弟子として2年間指導を受けた。松本教育実業学校を卒業後、訓導として小学校に勤務する一方、師範学校の受験準備も進め、1925年に長野師範学校に入学した。師範学校3、4年の時には信濃毎日新聞と長野県が共催する県展に作品を応募し、連続して最高賞を獲得した（特に、4年の時の審査は比田井天来が行っており、審査後の講評において信山の号をつけられた）。
1929年師範学校を卒業。卒業後は小学校に勤務したが4年後に辞職し上京。天来と田代秋鶴の指導を受けながら、1935年大東文化学院（現在の大東文化大学）本科漢文科卒業、成蹊学園小学部訓導となり宮島詠士に師事。1938年文検に合格。1941年大東文化学院高等科（現在の大学院修士課程）卒業。1942年成蹊高等学校教諭。

### 戦後の書道教育の拡大に奔走
終戦後、GHQ指導の下で教育改革が行われ、1947年の学習指導要領(試案)では書道が小学校の自由研究に位置づけられた。これを戦前の必修教科からの格下げと捉えた書壇では豊道春海を先頭に反対の声が出、再必修化への運動が起こった。そうした中で上條は1949年に文部省に設置された教育課程審議会委員に任命され、必修への復活を訴えるとともに、1950年には『書道単元学習と評価法』を出版、書道教育の理論構築を進めた（豊道、上條らの熱心な活動の結果、書道は1951年の学習指導要領から国語科の一部として再必修化された）。1956年、大東文化大学講師および東京教育大学専任講師、1965年東京教育大学教授。
このほか、高等学校教育課程審議会委員、全日本書写書道教育研究会理事長などを歴任した。1985年からは日本書道教育会議の議長を務めるなど、生涯を通じて学校における書道教育振興のための活動に尽力した。

### 書家としての上條
書家としては、1951年の第7回日展において特選を獲得し、第1回改組日展からは審査員となった。1969年には日展内閣総理大臣賞を受賞した。1977年には「汲古」で日本芸術院賞を受賞。1981年勲三等瑞宝章を受章した。1984年からは日展参事を務め、1996年には松本市名誉市民、文化功労者となった。
1997年2月12日、89歳で死去。正四位勲二等瑞宝章が追贈された。

## 書風
書風について、30～40歳代は書風の基盤となる古典に徹しつつ師風を追い、50～60歳代はそこからの脱却および自分らしさを模索し、70歳代以降は代表作が多数生まれた円熟期と評される。
上條の師である宮島詠士は清の書家張廉卿から「逆入平出」の筆法を学んでおり、上條もその影響を受けた。また、上條は宮島から張猛龍碑と九成宮醴泉銘の臨書に専念することを命じられており、これらの研究を続けた結果「知性に満ちた雄勁の筆をもって、清純にして都会的な書風を確立した」と評される、いわゆる「信山バリ」を確立した。

## その他
- 上條は師範学校の頃まで野球を続け、投手として活躍した。上條はクリスチャンでもあったことから、投球は「信州の十字架球」と呼ばれた。[要出典]
- 松本市美術館では、生涯にわたる作品を展示する「上條信山記念展示室」がある[6]。また2006年には「書 壮心やまず上条信山 生誕百年記念展」が行われた。

## 著作

### 著書
- 『書道単元学習と評価法』世界社、1951年（上条周一名）
- 『現代の書教育』木耳社、1963年
- 『現代書道全書』尚学図書、1970-71年（全5巻）
- 『書道技法講座 16 楷書 北魏 張猛龍碑』二玄社、1971年
- 『入門書道』尚学図書、1972年（全3巻）（共著）
- 『上條信山書法』尚学図書<現代日本書法集成>、1977年
- 『現代臨書大系』尚学図書、1983-85年（全10巻）
- 『現代書法創作大系』尚学図書、1986-87年（全5巻）
- 『書法基本帖 硬筆編』木耳社、1994年
- 『書法基本帖 楷書編』木耳社、1994年
- 『書法基本帖 行草編』木耳社、1994年
- 『書法基本帖 かな編』木耳社、1994年
- 『書法基本帖 篆隷編』木耳社、1994年
- 『硯上の塵 信山自伝』同朋舎出版、1995年
- 『ふだんづかいの書 楷書・行書・かな 書道基礎講座』展望社、1998年（田中節山との共著）

### 論文
- 「書道の評価はどうするか」実践国語研究所『実践国語』4号、穂波出版社、1950年、21-37頁（上条周一名）
- 「学習指導要領芸能科書道編と今後の書道教育の動向」文部省中学校課・高等学校課『中等教育資料』1巻2号、明治図書出版、1952年、4-5頁
- 「書道教育における将来の問題点1」実践国語研究所『実践国語』14巻153号、穂波出版社、1953年、3809-3813頁（上条周一名）
- 「書道教育における将来の問題点2」実践国語研究所『実践国語』14巻155号、穂波出版社、1953年、4021-4024頁
- 「書芸術の思想的根拠における一考察」『東京教育大学教育学部紀要』11巻別冊、1965年（ページ数不明）（上条周一名）
- 「毛筆学習のめざすもの―毛筆習字教育の問題点―」筑摩書房『言語生活』195号、1967年、29-31頁（上条周一名）

### 作品集
- 『上條信山作品選2002』松本市美術館、2002年
- 『上條信山臨書集』書象会、2005年（全4巻＋特別篇）
- 『書 壮心やまず上條信山 生誕百年記念展』松本市美術館、2006年